# Tirà crestat ferotge
El tirà crestat ferotge (Myiarchus ferox) és un ocell de la família dels tirànids (Tyrannidae).

## Hàbitat i distribució
Viu als clars del bosc, bosc de rivera, sabana, bosc humid obert de les terres baixes per l'est dels Andes des de l'est de Colòmbia, Veneçuela i Guaiana, cap al sud, a través de l'est de l'Equador, est del Perú, Bolívia i Brasil fins Paraguai, nord-est de l'Argentina i l'Uruguai.